# IC 1414
IC 1414 је лентикуларна галаксија у сазвјежђу Пегаз која се налази на листи објеката дубоког неба у Индекс каталогу.
Деклинација објекта је + 8° 25' 26" а ректасцензија 21h 58m 18,0s. Привидна величина (магнитуда) објекта IC 1414 износи 14,0 а фотографска магнитуда 15,0. IC 1414 је још познат и под ознакама MCG 1-56-5, CGCG 403-8, 2ZW 157, NPM1G +08.0510, PGC 67763.